# Sant Mateu de Bages
Sant Mateu de Bages ist ein Ort und eine Gemeinde (municipi) mit 637 Einwohnern (Stand: 2024) in der Comarca Bages in der Provinz Barcelona in der Autonomen Region Katalonien. Zur stark bewaldeten und flächenmäßig vergleichsweise großen Gemeinde gehören auch die Dörfer Castelltallat, Coaner, Salo und Valls de Torroella.

## Lage
Die Gemeinde Sant Mateu de Bages liegt in einer Höhe von etwa 300 bis 900 Metern ü. d. M. etwa 85 Kilometer (Fahrtstrecke) nordwestlich von Barcelona bzw. etwa 15 Kilometer nordwestlich von Manresa.

## Bevölkerungsentwicklung
| Jahr      | 1960 | 1970 | 1981 | 1990 | 2000 |
| Einwohner | 860  | 810  | 628  | 573  | 491  |

In der ersten Hälfte des 20. Jahrhunderts hatte die Gemeinde zeitweise deutlich über 1.000 Einwohner, doch die Mechanisierung der Landwirtschaft führte zu einem nachhaltigen Verlust von Arbeitsplätzen und zur Abwanderung der Menschen in die umliegenden Städte.

## Wirtschaft
Früher lebten die Einwohner hauptsächlich als Selbstversorger von der Landwirtschaft, zu der auch der Anbau von Wein und die Haltung von Vieh gehörte. Seit dem 19. und 20. Jahrhundert wird vor allem für die Bauindustrie in größerem Umfang Forstwirtschaft betrieben. Seit den 1960er Jahren ist die Vermietung von Ferienwohnungen (casas rurales) als Einnahmequelle hinzugekommen; auch der Wandertourismus spielt eine gewisse Rolle im Leben der Gemeinde.

## Geschichte
Wie die archäologische Funde (jungsteinzeitlicher Dolmen von Betlem, iberische Wallanlage, ein westgotisches Gräberfeld, mittelalterliche Burgen etc.) belegen, ist das Gemeindegebiet seit langem besiedelt. Der Ort Sant Mateu wird erstmals in einer Urkunde des Jahres 983 als Sancto Matheo erwähnt; die erste Erwähnung der Burg (castell) fällt in das Jahr 1018.

## Sehenswürdigkeiten
Sant Mateu

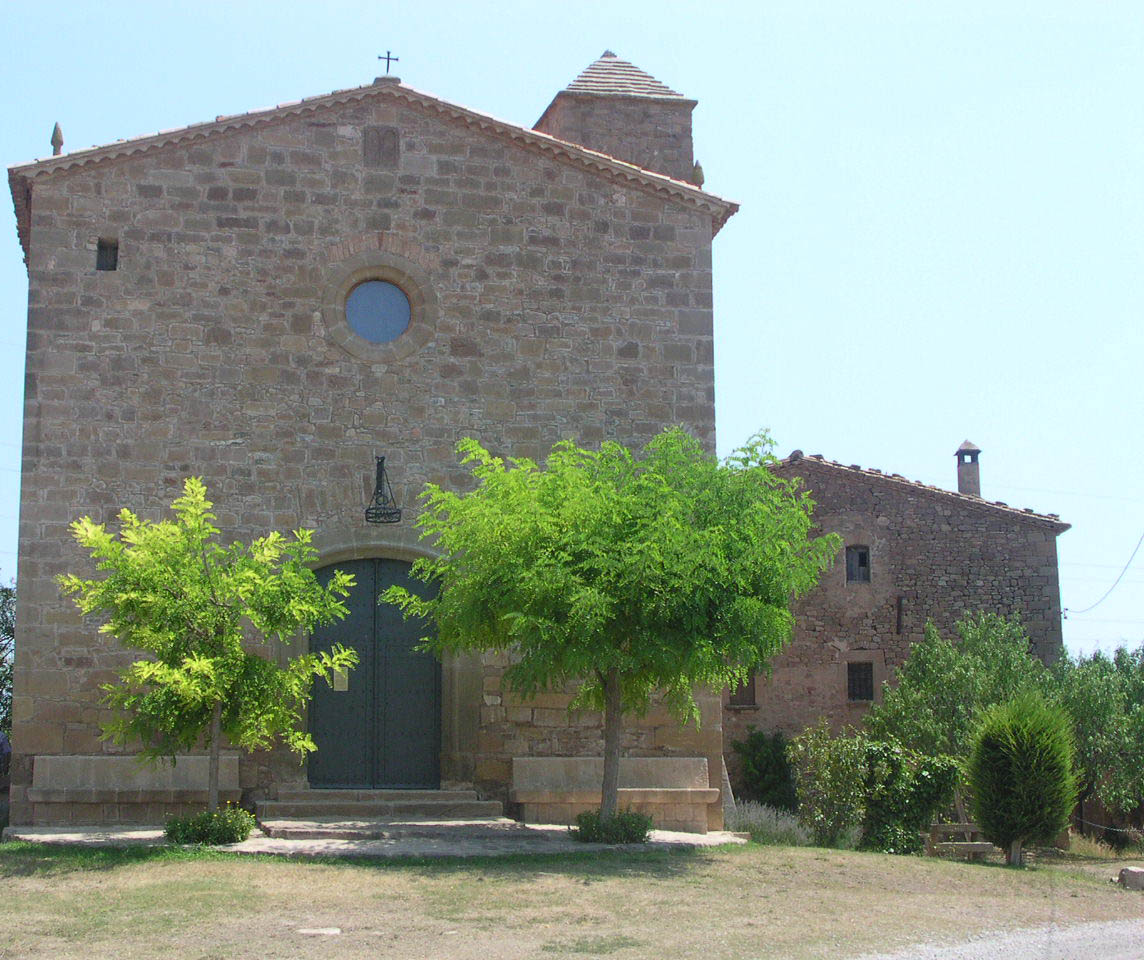
Kirche (església) von Sant Mateu

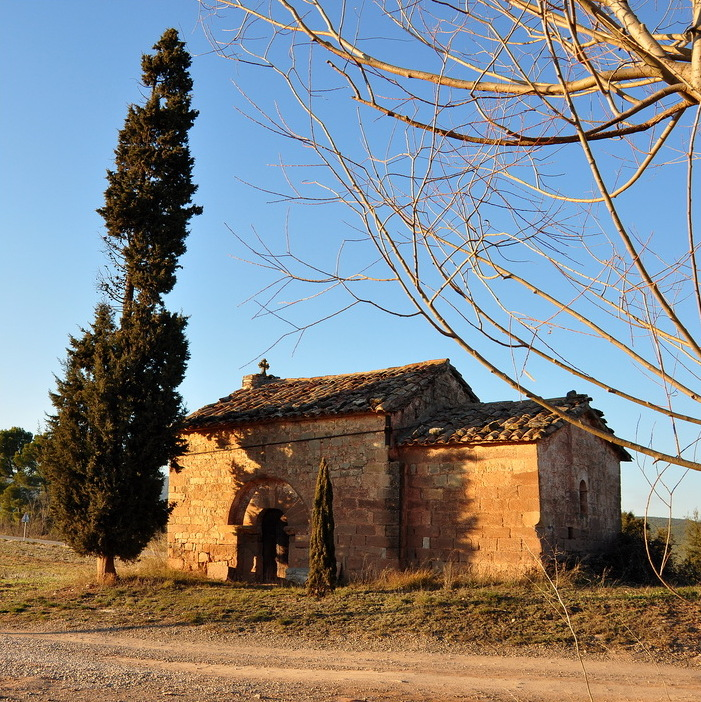
Einsiedlerkapelle (Ermita Sant Miquel de les Planes)

- Die aus weitgehend unbearbeiteten Bruchsteinen errichtete Kirche des knapp 100 Einwohner zählenden Ortes stammt aus dem 18. Jahrhundert. Aufgrund mehrerer hufeisenförmiger Fensteröffnungen im Glockenturm (campanar) wird dieser von einigen Forschern manchmal noch in die präromanische Epoche – also in die Zeit vor dem Jahr 1000 – eingeordnet.
- Neben der Kirche wurden vier anthropomorphe Steinkistengräber freigelegt.
- Die Ruine der mittelalterlichen Burg (castell) befindet sich auf einem Hügel etwa einen Kilometer außerhalb des Ortes.
- In der Nähe steht die kleine Einsiedlerkapelle Sant Miquel de les Planes.
- Ein Gräberfeld aus westgotischer Zeit wurde ebenfalls etwa 300 Meter außerhalb des Ortes gefunden.

Coaner
- Der runde Bergfried (torre de l’homenatge) der mittelalterlichen Burg erhebt sich auf einem erst 1999 zur Stabilisierung angelegten mehrfach abgestuften Unterbau.
- Die im Jahr 1024 geweihte Kirche Sant Julià de Coaner gehört zu den Schmuckstücken der katalanischen Romanik.
- Eine einschiffige Marienkapelle (Santuari de la Mare de Déu de Coaner) aus dem Jahr 1654 mit einem zweigeteilten Glockengiebel (espadanya) steht unweit der Kirche. Sie barg eine spätromanische polychrom gefasste Marienfigur, die jedoch derzeit andernorts aufbewahrt wird; von Interesse dagegen ist das spätbarocke Altarretabel aus dem Jahr 1716, das sich genau in die Apsis der Kapelle einfügt.

Salo
- Von der ehemaligen Burg existieren nur noch spärliche Reste.

Castelltallat
- Am Ort steht ein Dolmen. Bei Ausgrabungen im Jahr 1920 wurden Knochenreste von sieben Personen sowie Keramikbruchstücke und kleinere Schmuckstücke aus Stein und Metall entdeckt.
- Im Jahre 1999 wurde im Bereich der Burgruine eine Wallanlage aus iberischer Zeit (6. Jahrhundert v. Chr.) freigelegt.
- Die auf einer Bergspitze in gut 900 Meter Höhe thronende romanische Kirche (Església Sant Miquel) erhielt im 16. und 17. Jahrhundert zwei Kapellenanbauten; zur Ausstattung gehören mehrere Barockaltäre.
- In unmittelbarer Nähe steht ein modernes Observatorium.